# Chuczni
Chuczni (ros. Хучни) – wieś w Rosji, w Dagestanie, ośrodek administracyjny rejonu tabasarańskiego. W 2010 liczyła 3232 mieszkańców, głównie Tabasaranów.